# Župan (administrativa)
Župan (z latinského suppanus, jopanus) je výraz arabského původu, který byl přejat v některých slovanských jazycích jako označení správce oblasti – župy, či svého druhu šlechtický titul. 
S výrazem župan jako označení správce župy se lze setkat v Maďarsku, Chorvatsku, v historickém kontextu také na Slovensku a krátce též v Československu. Jako župani bývají označováni také správci sokolských jednot.

## Původ výrazu
Termín je odvozen z latinského sursum nebo ze starofrancouzského výrazu suzerain („suzerén, zeměpán“ apod.) a pochází z pozdně římského právního systému.
Jako šlechtický titul byl převzat z Francké říše a hlavně v 8. století byl udělován místním středověkým kmenovým vůdcům v západní a jižní slovanské oblasti se záměrem vytvořit obranná nárazníková území mezi expandující bulharskou říší a Franky. Představuje tedy povýšení na šlechtu (comes jako hrabě hraniční marky). Jejich území bylo označováno jako župa (kraj).

## Titul v dalších zemích
V němčině se pro župana užívá analogického výrazu Gespan (župa = Gau nebo Gespanschaft).
Na německém území byly po dobytí oblastí se slovanským obyvatelstvem – např. kmeny Glomitů (v Míšeňsku) a Nisanů (v okolí Drážďan) – rozděleny okresy na supanie (županija, německy: Gespanschaft). Obdobný titul zřejmě existoval také v Sámově říši v 6. století.
Odtud je také odvozen název regionálních poboček Domowiny založených v roce 1921 jako župy a titul předsedy jako župana nebo županku.
V maďarštině se užívá výrazu ispán (příp. zsupán) – správce, hrabě (výraz megye označuje župu, ale i hrabství), v moderní době byla pozice přejmenována na főispán (německy Obergespan). Tento titul existovala do roku 1918. Známá je například postava Kálmána Zsupána ze Straussovy operety Cikánský baron.
Ve slovanských jazycích výraz župan představoval legitimního správce území s požehnáním katolické církve. V procesu budování národa slovanských zemí tedy odpovídá latinskému comes ve smyslu vévodství.
Později se župani stali místní vrchností s určitými pravomocemi v administrativě, vojenských záležitostech a jurisdikci (někdy ve významu kníže, ve skutečnosti však spíše soudce). 
V Chorvatsku tento úřad existoval od středověku až do roku 1918, kdy byl zrušen. V roce 1991 byl znovu zaveden pro hlavní představitele chorvatských krajů.
V Srbsku se termín župan vyskytuje především v pramenech z 11. až 13. století, nicméně srbští panovníci, kteří v 8. století sídlili ve Starém Rasi v té době užívali titul archižupan (ve smyslu byzantsko-katolické suzerenity) nebo velkožupan (ve smyslu vévodství).
V dnešním Slovinsku se na rozdíl od jiných slovanských jazyků rozumí výrazem župan starosta obce.
Na území dnešního Slovenska se někdy používá starý termín župan jako alternativní označení pro hejtmana Samosprávného kraje (samosprávných krajinských spolků – správní členění Slovenska).